# Baden (Familienname)
Baden ist der Familienname folgender Personen:
- Adelheid von Baden († 1295), Äbtissin von Lichtenthal
- Albrecht von Baden (1455–1488); nicht regierender badischer Markgraf.
- Albrecht (Baden-Durlach) (1511–1542); Erbprinz der Markgrafschaft Baden-Durlach.
- Albrecht der Jüngere von Baden-Durlach (1555–1574); Erbprinz der Markgrafschaft Baden-Durlach.
- Albrecht Karl von Baden (1598–1626); Sohn des Markgrafen Eduard Fortunat von Baden-Baden
- Bernhard Prinz von Baden (* 1970), deutscher Unternehmer, Chef der Familienunternehmen des Hauses Baden
- Berthold Markgraf von Baden (1906–1963), deutscher Adeliger, damaliger Chef des Hauses Baden
- Christoph von Baden (1477–1508) (1477–1508), Domherr in Straßburg und Köln
- Conrad Baden (1908–1989), norwegischer Komponist und Organist
- Faisal al-Baden (* 1962), saudi-arabischer Fußballtrainer
- Franz Anton von Baden (1737–1818), letzter Präsident der breisgauischen Landstände
- Gustav L. Baden (1764–1840), dänischer Historiker
- Hans Jürgen Baden (1911–1986), deutscher evangelischer Theologe
- Heinz Baden (1887–1954), deutscher Künstler
- Holger Baden (1892–1966), dänischer Leichtathlet
- Hermann Baden (1883–1962), Präsident des Verbandes Jüdischer Gemeinden in der DDR
- Ilse Baden geb. Koll (1924–2012), deutsche Kunstmäzenin, siehe Kunstmuseum Solingen
- Jacob Baden (1735–1804), dänischer Philologe
- Joel Baden (* 1996), australischer Leichtathlet
- Karl von Baden (Domherr) (1476–1510), Prinz von Baden und Domherr in Straßburg und Trier
- Karl von Baden (1770–1830) (1770–1830), badischer Staatsrat
- Karl von Baden (General) (1832–1906), Prinz von Baden und preußischer General
- Karl August von Baden-Durlach (1712–1786), Prinz von Baden
- Karl Ludwig von Baden (1755–1801), Erbprinz von Baden
- Kurt Baden (1913–2004), deutscher Architekt, Stifter und Kunstsammler, siehe Kunstmuseum Solingen
- Luise von Baden (1811–1854) (1811–1854), badische Prinzessin
- Manfred Baden (1922–2021), deutscher Ministerialbeamter und Staatssekretär
- Marie Alexandra von Baden (1902–1944), badische Prinzessin
- Martin Baden (* 1983), deutscher Schauspieler
- Mathilde von Baden († 1485), Äbtissin in Trier
- Max von Baden (1867–1929), preußischer General und der letzte Reichskanzler des Deutschen Kaiserreiches

- Maximilian von Baden (General) (1796–1882), badisch-preußischer General
- Max Markgraf von Baden (1933–2022), deutscher Unternehmer und Chef des Hauses Baden
- Maximilian Baden (Karateka) (* 1989), deutscher Karateka
- Nikolai Baden Frederiksen (* 2000), dänischer Fußballspieler
- Olaf Baden (* 1956), deutscher Off-Sprecher
- Ottilie von Baden (1470–1490), Äbtissin zu Pforzheim
- Pauline Elisabeth von Baden (1835–1891), Tochter von Markgraf Wilhelm von Baden
- Rudolf von Baden (1481–1532) (1481–1532), Domherr in Mainz, Köln, Straßburg und Augsburg
- Sebastian Baden (* 1980), deutscher Kunsthistoriker und Museumsleiter
- Torkel Baden (1765–1849), dänischer Philologe, Archäologe und Kunsthistoriker
- Vanessa Baden Kelly (* 1985), US-amerikanische Schauspielerin und Drehbuchautorin
- Viktoria von Baden (1862–1930), Königin von Schweden
- Wilhelm von Baden (1593–1677), Regent der Markgrafschaft Baden-Baden, siehe Wilhelm (Baden-Baden)
- Wilhelm von Baden (1792–1859) (1792–1859), Markgraf von Baden und Kommandeur in Napoleons Armee
- Wilhelm von Baden (1829–1897) (1829–1897), badischer Prinz, Politiker und General der Infanterie
- Wilhelm Christoph von Baden (1628–1652), Markgraf von Baden und Domherr zu Köln
- Wilhelm Ludwig von Baden-Durlach (1732–1788), Statthalter von Gelderland